# Bărbătești (Gorj)
Bărbăteşti è un comune della Romania di 1788 abitanti, ubicato nel distretto di Gorj, nella regione storica dell'Oltenia.
Il comune è formato dall'unione di 4 villaggi: Bărbătești, Musculești, Petrești, Socu.